# Chahda
Chahda  (in arabo شهدة‎?) è un centro abitato e comune rurale del Marocco situato nella provincia di Safi, regione di Marrakech-Safi. Conta una popolazione di 10 370 abitanti (censimento 2014).